# Varilhes
Varilhes (okcitansko Varilhas) je naselje in občina v južnem francoskem departmaju Ariège regije Jug-Pireneji. Leta 2007 je naselje imelo 2.848 prebivalcev.

## Geografija
Naselje se nahaja v pokrajini Languedoc ob reki Ariège, 10 km severno od središča departmaja Foix.

## Uprava
Varilhes je sedež istoimenskega kantona, v katerega so poleg njegove vključene še občine Artix, Calzan, Cazaux, Coussa, Crampagna, Dalou, Gudas, Loubens, Malléon, Montégut-Plantaurel, Rieux-de-Pelleport, Saint-Bauzeil, Saint-Félix-de-Rieutord, Ségura, Ventenac, Verniolle in Vira z 8.588 prebivalci.
Kanton je sestavni del okrožja Pamiers.